# Christolatrie
Christolatrie (griechisch latreia, λατρεια, „Christusanbetung“) ist ein Begriff aus der Theologie. Er bezeichnet die theologisch-dogmatische Prüfung der Lehre und des Lebens Jesu Christi.
Zuweilen wurde Christolatrie pejorativ für Christologie gebraucht. Die Christologie ist ein zentraler Teilbereich der systematischen Theologie, der die Fragen nach seiner Person (Identität, Natur) und seinem Werk (Bedeutung) für die Gemeinschaft der Christen, die Kirche, den einzelnen Gläubigen und die Welt beantworten will.